# 日本鬣羚
日本鬣羚（学名：Capricornis crispus），有时误写作日本髭羚，又名氈鹿，为羊亞科鬣羚属的動物，生活在日本本州的密集林地。该物种的模式产地在日本。

## 外型
日本鬣羚肩高約60-90厘米，體重30-130公斤。牠們都是褐色及白色斑駁的，而腹部呈黑色。牠們非常多毛，尤以尾巴為甚。雄性及雌性均有著約10厘米的短角，稍微向後彎曲。

## 習性
日本鬣羚居住在濃密的山坡森林，以樹葉及栓皮櫟為食物。牠們是白天活動的動物，在早上及晚上攝食，而其餘時間則於石間休息。日本鬣羚都是獨居的，或只會是與配偶及幼羚生活。一般而言，牠們都是居住於細少的領域，由每頭的20,000平方米至大群的200,000平方米。牠們會以一種在眼睛前眶下腺分泌出來類似醋的物質在領域邊界作為標示。

## 保护
- 中国国家重点保护动物等级：一级
- 中国濒危动物红皮书等级：濒危

## 台灣鬣羚
台湾鬣羚（學名：Capricornis swinhoei）僅分布于台湾，過去曾被認為是日本鬣羚台灣亞種（学名：Capricornis crispus swinhoei，Gray 1862）